# Aphis podagrariae
Aphis podagrariae är en insektsart som beskrevs av Franz Paula von Schrank 1801. Aphis podagrariae ingår i släktet Aphis och familjen långrörsbladlöss. Arten är reproducerande i Sverige. Inga underarter finns listade i Catalogue of Life.